# 高橋うらら
高橋 うらら（たかはし うらら）は、日本の女性児童文学作家（日本児童文芸家協会理事）。
児童向けノンフィクションを中心に執筆。

## 略歴
東京都杉並区出身。鎌倉女子大学初等部、フェリス女学院中学校、慶應義塾女子高等学校を経て、慶應義塾大学経済学部卒業。慶應義塾体育会合気道部出身。
1993年の毎日児童小説優秀賞受賞、1999年の宝塚ファミリーランド童話コンクール特賞日本アンデルセン協会賞受賞を経て、2001年『いい天気』でデビュー。2021年『災害にあったペットを救え 獣医師チームVMAT』で第3回児童文芸ノンフィクション文学賞受賞。
東京大空襲やカンボジアの地雷被害、動物福祉などをテーマとして取り上げるなど、「命の大切さ」を執筆活動の主題として位置づける。また、自らの実妹が聴覚にハンディキャップを負っていることから、障害者への関心が高く、作品にも多く登場させている。
所属する日本児童文芸家協会で理事を務め、読売・日本テレビ文化センターの童話・エッセイ教室の講師をするなど、文化振興の分野でも意欲的に活動する。大妻女子大学短期大学部国文科では、児童文学を教えている。

## 著作

### ノンフィクション
- 『犬たちがくれた音 聴導犬誕生物語』（金の星社） 2007年
- 『ありがとうチョビ 命を救われた捨て犬たちの物語』（くもん出版） 2009年
- 『左手がなくてもぼくは負けない! カンボジア、地雷と子どもたち』（学研） 2009年
- 『野鳥も、ネコもすくいたい!』（学習研究社） 2011年
- 『ホッキョクグマの赤ちゃんを育てる! 円山動物園のねがい』（ポプラ社） 2012年
- 『おかえり!アンジー 東日本大震災を生きぬいた犬の物語』（集英社みらい文庫） 2014年
- 『夜やってくる動物のお医者さん』（フレーベル館） 2016年
- 『可能性は無限大 - 視覚障がい者マラソン道下美里』（新日本出版社） 2018年
- 『シャンシャンと上野動物園パンダ物語』（土居利光監修、フレーベル館） 2018年
- 『ナイチンゲール』（学研、やさしく読めるビジュアル伝記） 2018年
- 『聴導犬こんちゃんがくれた勇気 難病のパートナーを支えて』（岩崎書店） 2018年
- 『災害にあったペットを救え 獣医師チームVMAT』（小峰書店） 2019年
- 『「お手伝いしましょうか?」 うれしかった、そのひとこと』（講談社） 2019年
- 『風を切って走りたい! 夢をかなえるバリアフリー自転車』（金の星社） 2019年
- 『みんなちがってみんなステキ - LGBTの子どもたちに届けたい未来』（新日本出版社） 2021年
- 『夜の獣医さん 往診専門の動物病院』（講談社青い鳥文庫） 2021年
- 『夜間中学で学ぶ喜びを求めつづけた世界一幸せな先生』（新日本出版社） 2022年
- 『迷子になったペットを探せ! ペット探偵という仕事』（講談社青い鳥文庫） 2022年
- 『津田梅子 女子教育のとびらを開く』（講談社） 2022年
- 『ねこかつ! ずっとのおうちが救えるいのち』（岩崎書店） 2022年
- 『マリー・キュリー』(Gakken、やさしく読めるビジュアル伝記） 2023年
- 『おとうとのねじまきパン ずっとむかし、満州という国であったこと』（合同出版） 2024年
- 『自分らしく、あなたらしく きょうだい児からのメッセージ』（さ・え・ら書房） 2024年
- 『ガリレオ・ガリレイ』(Gakken、やさしく読めるビジュアル伝記） 2024年
- 『見えない壁だって、越えられる クライマー小林幸一郎の挑戦』（金の星社） 2024年
- 『ジャンヌ・ダルク』(Gakken、やさしく読めるビジュアル伝記） 2025年

### 共著
- 『宇宙への夢、力いっぱい!』（若田光一共著、PHP） 2014年
- 『まもりたいこの小さな命』（原田京子写真、集英社みらい文庫） 2016年
- 『ぼくの毎日をかえた合氣道』（藤平信一監修、岩崎書店） 2018年

### 短編
- 「シラス漁にチャレンジ!」（偕成社『高木くんのカレー研究 (ごちそう大集合 2)』掲載） 2003年
- 「食べ物はありあわせの材料で」（らくだ出版『子どもにおくる戦争があったころの話』掲載） 2006年
- 「野鳥の命とねこの命と」（学研マーケティング『短編! ほんとうにあった感動物語（4）』掲載） 2009年
- 「五百人のお母さん」（学研マーケティング『短編! ほんとうにあった感動物語（5）』掲載） 2009年
- 「コロッケおじさんの愛情プレゼント」（学研マーケティング『短編! ほんとうにあった感動物語（7）』掲載） 2009年
- 「報道カメラマン 吉川綾美」（学研『お仕事熱血ストーリー 感動する仕事! 泣ける仕事!』掲載） 2010年
- 「山岳警備隊 町田和彦」（学研『お仕事熱血ストーリー 感動する仕事! 泣ける仕事!』掲載） 2010年
- 「おむかえに来ました」（学研『わたしたちの戦争体験 9 引揚』掲載） 2010年
- 「「東京大空襲」を語りつぐ 東京大空襲・戦災資料センター」（家の光協会『ちゃぐりん』2011年3月号掲載）
- 「小さな一歩が世界を変える」（学研教育出版『感動する仕事! 泣ける仕事! 第2期』掲載） 2012年
- 「大切にしたい! 自然のチカラ」（学研教育出版『感動する仕事! 泣ける仕事! 第2期』掲載） 2012年
- 「日本一の卒業式」（学研教育出版『語りつぎお話絵本 3月11日 - 4』掲載） 2013年
- 「アウトドア義援隊出動!」（学研教育出版『語りつぎお話絵本 3月11日 - 6』掲載） 2013年
- 「五百人のお母さん」（学研教育出版『せんそうってなんだったの? 2』掲載） 2014年
- 「ほりょになった中学生たち」（学研教育出版『せんそうってなんだったの? 2』掲載） 2014年
- 「お姉ちゃんが買った、ねじ巻きパン　原和子さんの満州体験」（「日本児童文学」2016年1・2月号掲載）
- 「オードリー・ヘップバーン」「ガンジー」「市川房枝」「アンネ・フランク」（PHP『みんなに贈りたい伝記』掲載） 2016年
- 『ノーベル賞感動物語』（集英社みらい文庫） 2016年
- 「南極で生きぬいたタロとジロ」「ごめんねトンキー」「ホッキョクグマの赤ちゃんを育てる!」「すてられた犬や猫を助けたい」（主婦の友社『どうぶつだいすき!』掲載） 2017年
- 「ワビスケのひっこし」（世界文化ワンダーグループ「ワンダーブック」2023年12月号掲載）
- 「みんなで つかんだ きんメダル」（チャイルド本社「みんなともだち」2024年3月号掲載）
- 「きんメダルへの　ちょうせん」（チャイルド本社「みんなともだち」2024年７月号掲載

### フィクション
- 『いい天気』（けやき書房） 2001年
- 『カバンにつめたゆうれい』（けやき書房） 2002年
- 『いつも見ていて』（けやき書房） 2002年
- 『犬たちからのプレゼント ショコラがくれたはじめの一歩』（集英社みらい文庫） 2014年
- 『猫たちからのプレゼント ケガしたミィミィが教えてくれたこと』（集英社みらい文庫） 2014年
- 『犬たちからのプレゼント 動物ぎゃくたい大反対!』（集英社みらい文庫） 2015年
- 『犬たちからのプレゼント 天国のペットを思い出す日』（集英社みらい文庫） 2015年
- 『猫たちからのプレゼント 捨てネコたちを助けたい!』（集英社みらい文庫） 2015年
- 『動物たちからのプレゼント 命をありがとう! 動物園ものがたり』（集英社みらい文庫） 2016年
- 『動物たちからのプレゼント さよなら、ハムハム!』（集英社みらい文庫） 2016年
- 『幽霊少年シャン』（新日本出版社） 2016年
- 『じぶんをすきになるおまじない』（大泉書店） 2023年

#### 短編
- 「心のペンキやさん」（日本童話会『童話』掲載） 1990年
- 「ロバにのった王子さま」（日本童話会『童話』掲載） 1990年
- 「ヒラヒラ星人のひみつ」（日本童話会『童話』掲載） 1991年
- 「ミスターSによろしく」（毎日新聞社『毎日小学生新聞』連載） 1993年
- 「あの鳥みたいにやさしく」（銀の鈴社『児童文芸』2000年5月号掲載）
- 「ゆきだるまくん」（福音館『母の友』2003年9月号掲載）
- 「公園の神かくし」（岩崎書店『マジックショーは死のかおり - 平成うわさの怪談 9』掲載） 2004年、のち文庫化（うわさの怪談BUNKO） 2009年
- 「消しゴムくんのなみだ」（銀の鈴社『児童文芸』2004年8・9月号掲載）
- 「忍者村卍のたたり」（岩崎書店『のろわれたコインゲーム - 平成うわさの怪談 13』掲載） 2005年
- 「ねこのゆうびんやさん」（銀の鈴社『児童文芸』2005年12・1月号掲載）、のちに受賞作品集『クリーニングやさんのせっけん』に掲載

宝塚ファミリーコンサート童話コンクール特賞日本アンデルセン協会賞受賞作品
- 「のろいのタロットカード」（岩崎書店『のろいのタロットカード - 平成うわさの怪談 19』掲載） 2006年
- 「マルコのサッカーボール」（新日本出版社『扉を開けて』掲載） 2006年
- 「ぼくの宝もの」（銀の鈴社『児童文芸』2007年8・9月号掲載）
- 「カレンダーでその日の天気がわかる人」（銀の鈴社『児童文芸』2009年12・1月号掲載）
- 「気をつかう自転車」（岩崎書店『たぬきの縁むすび』掲載） 2009年
- 「ホラー遊園地で待ってる」（国土社、怪談図書館『ホラー遊園地で待ってる』掲載） 2009年
- 『3.11が教えてくれた防災の本〈1〉地震』（絵本の文章担当、かもがわ出版） 2011年
- 「青空のランドセル」（今人舎『白いガーベラ』掲載） 2011年
- 「ノットリオニ」（PHP『だれがアケる? 恐怖の扉』掲載） 2014年
- 「メールで釣り上げられた少女」（集英社みらい文庫『ネットホラー スマホの中には悪魔がいる』掲載） 2015年
- 「運命逆転スイッチ」（PHP『世にも不思議なお話』掲載） 2017年

### エッセイ
- 「大好きなあなたへ」（銀の鈴社『児童文芸』2002年2・3月号掲載）
- 「駅」（銀の鈴社『児童文芸』2004年10・11月号掲載）
- 「おばあちゃんのクリーム」（ポプラ社『ほんとうに心があったかくなる話 2年生』掲載） 2005年
- 「名作の風土「樋口一葉」」（銀の鈴社『児童文芸』2005年6・7月号掲載）
- 「大どろぼうホッツェンプロッツ」（らくだ出版『子どもにおくるいっさつの本』掲載） 2006年
- 「ごめんね」（らくだ出版『子どもにおくる私の友だちの話』掲載） 2006年
- 「お母さんの入院」（らくだ出版『子どもにおくる私のお手伝いの話』掲載） 2007年
- 「私の新刊」（日本児童図書出版協会『子どもの本』掲載） 2008年
- 「犬たちがくれた音の誕生物語」（銀の鈴社『児童文芸』2008年8・9月号掲載）
- 「やさしい先生に教えられたこと」（らくだ出版『子どもにおくる私の先生の話』掲載） 2008年
- 「リカちゃん人形あそび」（らくだ出版『子どもにおくる私の遊びの話』掲載） 2009年
- 「五百人のお母さん」（らくだ出版『子どもにおくる 私の心にのこる話』掲載） 2010年
- 「地球温暖化とわたしたちの暮らし」（らくだ出版、『地球のやさしさ・こわさ』掲載） 2011年
- 「アンネの日記に寄せて」（「三田評論」2017年6月号掲載）

### 詩
- 「お空のキャンディー」（銀の鈴社『子どもための少年詩集』掲載） 2004年
- 「はらぺこ仮面」（銀の鈴社『子どものための少年詩集』掲載） 2005年
- 「お空をください」（銀の鈴社『子どものための少年詩集』掲載） 2006年

「まなびピア埼玉2009」の閉会式で、子どもたちによって群読された。
- 「みかんの気持ち」（銀の鈴社『子どものための少年詩集』掲載） 2007年
- 「小さな勇気」（銀の鈴社『子どものための少年詩集』掲載） 2008年
- 「エコかあさん」（銀の鈴社『児童文芸』2009年4・5月号掲載）
- 「ほのお」（銀の鈴社『子どものための少年詩集』掲載） 2009年
- 「ふみしめる」（銀の鈴社『子どものための少年詩集』掲載） 2010年
- 「希望の街」（銀の鈴社『子どものための少年詩集』掲載） 2011年